# Tân Trang
Tân Trang (tiếng Trung: 新莊區; bính âm Hán ngữ: Xīnzhuāng Qū; bính âm thông dụng: Sinjhuang Cyu; Bạch thoại tự: Sin-chng-khu) là một khu (quận) của thành phố Tân Bắc, Trung Hoa Dân Quốc (Đài Loan). Cho đến trước ngày 25 tháng 10 năm 2010, bản thân Tân Điếm là một thành phố thuộc huyện Đài Bắc.